# Damian Pettigrew
Damian Pettigrew (...) è un regista canadese.
I suoi documentari su Eugène Ionesco, Italo Calvino, Moebius, Balthus e Federico Fellini hanno ricevuto numerosi premi e riconoscimenti.

## Biografia
Damian Philippe Pettigrew è nato a Québec da madre psicologa e padre chirurgo. Dopo aver studiato letteratura inglese, francese e italiana a Bishop's, Oxford e Glasgow, Pettigrew è diventato sceneggiatore e regista.

## Filmografia parziale
- Il progetto Film Take 2 con Samuel Beckett (1983-84)
- Fellini ou l'amour de la vie (1993 - FRANCE 3 Télévision, CNC, Procirep)
- Balthus de l'autre côté du miroir (1996 - PLANETE Cable, Portrait & Cie, CNC, Procirep, ARTE France Video)
- Moebius et Mike S. Blueberry (1999 - IMAGES Plus, Portrait & Cie, CNBDI, CNC)
- Fellini - Sono un gran bugiardo (2002 - ARTE France, Portrait & Cie, CNC, Procirep, FilmFour, EURIMAGES, Scottish Screen, Télé Piu, Mikado, Opening, MK2 Int'l)
- Cabaret Hilda (2008 - ARTE France, Portrait & Cie, INA, CNC, Procirep, YLE)
- Métamoebius (2010 - Fondation Cartier, CinéCinéma, Portrait & Cie, CNC, Conseil régional d'Ile-de-France)
- Lo specchio di Calvino / Dans la peau d'Italo Calvino (2012 - ARTE France, DocLab, Portrait & Cie, National Film Board of Canada) con Neri Marcorè nel ruolo di Italo Calvino